# Huit pièces (Eisler)
Les Huit Pièces opus 8 sont un cycle de pièces pour piano d'Hanns Eisler composé en 1925. Leur style s'éloigne de l'expressionnisme première manière pour se rapprocher de l'objectivité réaliste typique de sa période militante et engagée.

## Structure
1. Allegretto
2. Scherzo
3. Thàe à quatre variations et coda
4. Allegro con fuoco
5. Poco allegretto grazioso
6. Hastig, auggeregt à 5/4
7. Andante
8. Allegro qui allie la polyphonie linéaire propre à la toccata et une ligne mélodique chantante.

## Source
- François-René Tranchefort, Guide de la musique de piano et clavecin, éd. Fayard 1987 p. 345  (ISBN 2-213-01639-9)